# Jarosław Włodarczyk (astronom)
Jarosław Remigiusz Włodarczyk (ur. 13 sierpnia 1961) – polski historyk astronomii.

## Życiorys
Absolwent II Liceum Ogólnokształcącego w Świdnicy, a następnie Wydziału Matematyki, Fizyki i Chemii, kierunek astronomia, na Uniwersytecie Wrocławskim, doktorat i habilitacja z historii astronomii w Instytucie Historii Nauki PAN w Warszawie.
Od 2014 profesor zwyczajny; uczeń Jerzego Dobrzyckiego; pracownik Instytutu Historii Nauki im. Ludwika i Aleksandra Birkenmajerów PAN (w latach 2015–2019 dyrektor) i Uniwersytetu Marii Curie-Skłodowskiej w Lublinie (2007–2021).
Autor licznych artykułów naukowych (m.in. w „Journal for the History of Astronomy”, "Notes and Records: The Royal Society journal of the history of science" i „Kwartalniku Historii Nauki i Techniki”), popularnonaukowych (m.in. w „Wiedzy i Życiu”) i tłumaczeń książkowych; wydał cykl zeszytów Niebo za oknem (dla lat 1999–2002).
W 1995 „za popularyzację wiedzy o Wszechświecie” otrzymał medal im. prof. Włodzimierza Zonna, przyznawany przez Polskie Towarzystwo Astronomiczne. Twórca i wieloletni redaktor naczelny serii książek popularnonaukowych „Na ścieżkach nauki”.
Redaktor naczelny (od 2007) serii Studia Copernicana. Twórca i redaktor naukowy serii „Biblioteka Klasyków Nauki” wydawanej przez Wydawnictwa Uniwersytetu Warszawskiego oraz serii "Bibliotheca Heveliana" wydawanej przez Instytut Historii Nauki PAN i PAN Bibliotekę Gdańską. Od 2010 kieruje polskim zespołem, działającym w ramach międzynarodowego projektu edycji korespondencji Jana Heweliusza pod egidą Union Académique International oraz Académie Internationale d’Histoire des Sciences. 
W 2007 Jarosław Włodarczyk opublikował w czasopiśmie „Journal for the History of Astronomy” pracę, w której udowadnia, że Mikołaj Kopernik stosował do obserwacji zaćmień Słońca camera obscura. Włodarczyk porównał wyniki uzyskane przez Kopernika z wyliczonymi współcześnie maksymalnymi fazami zaćmień Słońca we Fromborku. Różnice pomiędzy nimi mogły wynikać z błędów generowanych przez camera obscura.
Członek Polskiego Towarzystwa Astronomicznego, Komitetu Historii Nauki i Techniki PAN (w kadencji 2011–2015 zastępca przewodniczącego), Johannes Kepler Working Group przy Międzynarodowej Unii Astronomicznej, Komitetu Kasy im. Józefa Mianowskiego – Fundacji Popierania Nauki (od 1994), członek korespondent Académie internationale d'histoire des sciences, Polskiej Akademii Nauk (od 2022) i Towarzystwa Naukowego Warszawskiego.

## Publikacje
Autor książek
- Wędrówki niebieskie, czyli Wszechświat nie tylko dla poetów, Warszawa: Prószyński i S-ka, 1999, ISBN 83-7180-212-9
- Historia naturalna gwiazdozbiorów (wraz z prof. Jerzym Dobrzyckim, Warszawa: Prószyński i S-ka, 2002, ISBN 83-7255-125-1
- Sen, czyli wydane pośmiertnie dzieło poświęcone astronomii księżycowej Jana Keplera – przekład (wraz z Dorotą Sutkowską), wstęp i komentarz, Warszawa: Wydawnictwo Naukowe Scholar, 2004, ISBN 83-7383-114-2
- Księżyc w nauce XVII wieku. Libracja. Od astronomii do fizyki, Warszawa: Wydawnictwa Uniwersytetu Warszawskiego, 2005, ISBN 83-235-0127-0
- Tajemnica Gwiazdy Betlejemskiej, Warszawa: Świat Książki – Bertelsmann Media, 2005, ISBN 83-247-0002-1
- Sherlock Holmes i kod wszechświata, Warszawa: Świat Książki – Bertelsmann Media, 2006, ISBN 978-83-247-0433-0
- Astrologia: historia, mity, tajemnice, Warszawa: Świat Książki – Bertelsmann Media, 2008, ISBN 978-83-247-0879-6
- Astronomia w dawnym Wrocławiu (współautor Reimund Torge), Lublin: Wydawnictwo Uniwersytetu Marii Curie-Skłodowskiej, 2009, ISBN 978-83-227-3018-8
- Księżyc w nauce i kulturze Zachodu, Poznań: Dom Wydawniczy Rebis, 2012, ISBN 978-83-7510-095-2
- Astronomia – rozdział w książce Nauki ścisłe i przyrodnicze na Uniwersytecie Warszawskim pod redakcją Andrzeja Kajetana Wróblewskiego, Warszawa: Wydawnictwa UW, 2016, ISBN 978-83-235-2122-8

Redaktor naukowy książek
- Albert Einstein, 5 prac, które zmieniły oblicze fizyki (2005)
- Galileusz, Fragmenty kopernikańskie (2005)
- Johannes Kepler, Noworoczny podarek albo o sześciokątnych płatkach śniegu (2006)
- Arthur Stanley Eddington, Czy wszechświat się rozszerza? (2006)
- Johannes Kepler, From Tübingen to Żagań (wraz z Richardem L. Kremerem) (2009)
- Jerzy Dobrzycki, Selected Papers on Medieval and Renaissance Astronomy (wraz z Richardem L. Kremerem) (2010)
- Jan Heweliusz (wraz z Marią Pelczar) (2011)
- Johannes Hevelius and His World: Astronomer, Cartographer, Philosopher and Correspondent (wraz z Richardem L. Kremerem) (2013)
- Jerzy Joachim Retyk, Relacja pierwsza z ksiąg O obrotach Mikołaja Kopernika – redakcja naukowa przekładu, wstęp i komentarz (2015)